# 성 타티아나
성 타티아나(그리스어: Αγία Τατιανή, ? - 230년경)는 로마 출신 초기 그리스도교인으로 황제 세베루스 알렉산데르(222 – 235 μ.Χ.) 시대에 순교했다. 정교회와 가톨릭 교회에서 성인으로 공경받는다.
성 타티아나는 교회의 여보제직을 맡았으며, 성가에서는 사도인 성 베드로와 성 바울로의 제자로 표현되기도 한다.